# Château de Lancastre
Le château de Lancastre ou château de Lancaster est un château médiéval, situé à Lancastre dans le Lancashire en Angleterre. Il est aujourd'hui le siège d'une Cour de la Couronne (en anglais Crown Court), tribunal pénal de première instance en Angleterre. Il fut également une prison pour hommes de catégorie C du Royaume-Uni jusqu'en mars 2011. Depuis, il est ouvert au public à travers des visites guidées. 
Les bâtiments du château sont gérés par le Lancashire County Council (en), qui en loue la majeure partie au ministère de la Justice. Le site est la propriété du duché de Lancastre, domaine privé du souverain britannique.